# Omania
Omania é um género botânico pertencente à família Orobanchaceae.
O género foi descrito por Spencer Le Marchant Moore e publicado em Journal of Botany, British and Foreign 39: 258. 1901. Segundo GRIN é sinónimo de Lindenbergia Lehm.
Contém uma única espécie, Omania arabica.